# ペルー陸軍

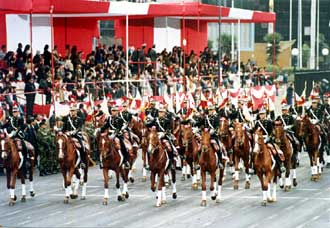
ペルー軍士官学校の生徒騎兵隊

ペルー陸軍（西：Ejército del Perú）はペルーの陸軍。

## 歴史
1821年の独立以来、ペルー陸軍は幾多の戦争を経験している。1879年の太平洋戦争、1932年のコロンビア・ペルー戦争、1995年のセネパ紛争などがそれである。
1941年のエクアドルとの国境紛争では勝利し、1944年に第二次世界大戦に参戦する。戦後は余剰となったアメリカ製兵器が流入する事となる。1947年には米州相互援助条約に加盟し、南米における安全保障体制の一員となった。
1968年10月3日、フアン・ベラスコ・アルバラード将軍はクーデターを起こし、ベラウンデ政権を転覆した。陸軍は「軍事革命路線」を推し進める軍事革命政権の中核的存在であった。1968年から1980年にかけての軍事政権は先例の無い軍備増強を実施する。特に1970年代にはアメリカ合衆国の影響力を弱めるため、ソビエト連邦製の兵器を多数導入した。
1980年に軍事政権は選挙により民政移管される。しかし、不況や自然災害によって国内の経済状態は悪化し、センデロ・ルミノソなどの極左ゲリラが地方において台頭してきた。1990年には地方の大部分はセンデロ・ルミノソが制圧し、国内情勢は緊迫化してきた。この状況を打破すべく、アルベルト・フジモリが大統領に就任し、強権的な政権運用で国内情勢の安定化を目指し陸軍もその一翼を担う。この間、1995年にエクアドルとの間で国境紛争が勃発しこれに対処する。1996年には在ペルー日本大使公邸占拠事件が発生しこれを強行突入により鎮圧。1999年のエクアドルとの平和条約締結の1年後には徴兵制から志願制に切り替えられた。
2000年のフジモリ大統領の失墜により、陸軍には困難な問題が表面化した。将校の一部は汚職と人権侵害を引き起こしていたとされ、バレンティン・パニアグア大統領、アレハンドロ・トレド大統領政権下において、不正に関与した軍人達を刑事事件で起訴し、国防省の改革がなされた。

## 組織

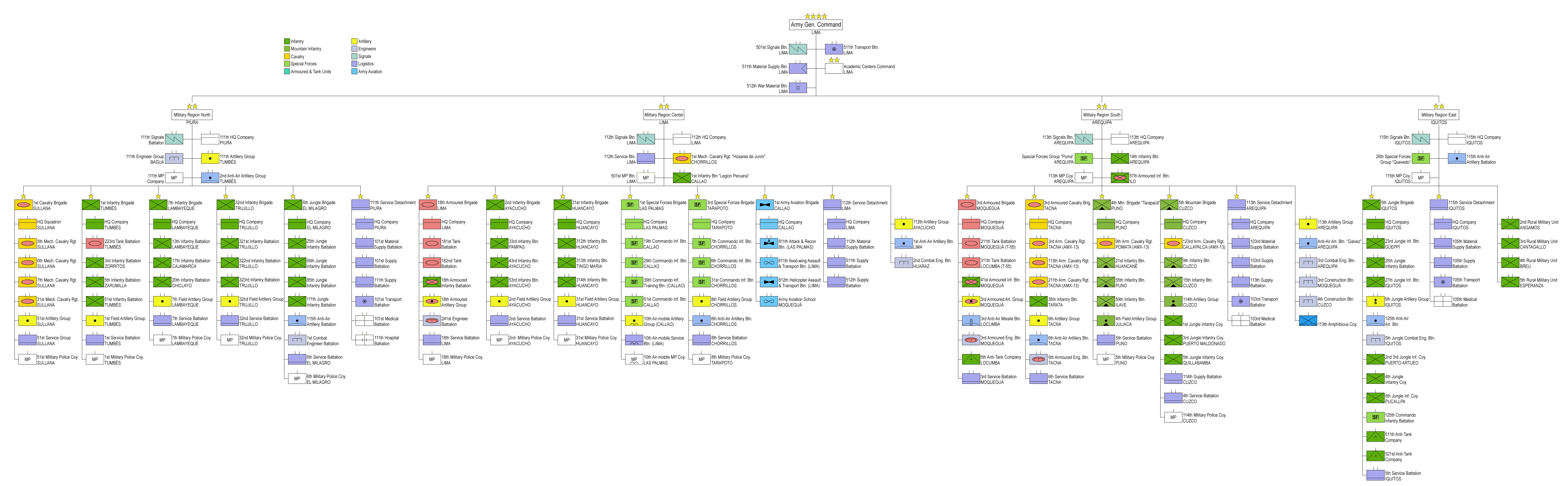
ペルー陸軍の編成

陸軍総司令官（Comandancia General del Ejército）の下、以下の職位・組織がある。2009年時点で現役兵総員76,200人、文民11,400人、2007年時点での予備役は188,000人。
- 陸軍参謀総長（Estado Mayor General del Ejército）
- 陸軍監査部（Inspectoría General del Ejército）
- 陸軍官房（Secretaría General del Ejército）
- 陸軍参謀本部（Jefatura del Estado Mayor General del Ejército）
- 高等委員会（Consejo Superior）
- 諮問委員会（Consejo Consultivo）
- 財政委員会（Consejo Económico）
- 調査委員会（Consejo de Investigación）

| 司令部はピウラ。 - 第111司令部中隊 - 第111通信大隊 - 第111工兵群 - 第111砲兵群 - 第2防空砲兵群 - 第111憲兵中隊 - 第1騎兵旅団 司令部：スジャナ（Sullana） - 司令部中隊 - 第5行進騎兵連隊 - 第6行進騎兵連隊 - 第7行進騎兵連隊 - 第31行進騎兵連隊 - 第51砲兵群 - 第51通信群 - 第51憲兵中隊 - 第1歩兵旅団 司令部：ツンベス（Tumbes） - 司令部中隊 - 第223戦車大隊 - 第3歩兵大隊 在ソリトス（Zorritos） - 第5歩兵大隊 在サルミジャ（Zarumilla） - 第51歩兵大隊 - 第1野砲兵群 - 第1支援大隊 - 第1憲兵中隊 - 第7歩兵旅団 司令部：ランバイェケ（Lambayeque） - 司令部中隊 - 第13歩兵大隊 - 第17歩兵大隊 在カハマルカ（Cajamarca） - 第20歩兵大隊 在チクラヨ（Chiclayo） - 第7野砲兵群 - 第7支援大隊 - 第7憲兵中隊 - 第32歩兵旅団 司令部：トルヒーリョ - 司令部中隊 - 第321歩兵大隊 - 第322歩兵大隊 - 第323歩兵大隊 - 第32野砲兵群 - 第32支援大隊 - 第32憲兵中隊 - 第6ジャングル旅団 司令部：エル・ミラグロ（El Milagro ） - 司令部中隊 - 第25ジャングル歩兵大隊 - 第69ジャングル歩兵大隊 - 第85ジャングル歩兵大隊 - 第111ジャングル歩兵大隊 - 第115防空砲兵大隊 - 第1戦闘工兵大隊 - 第6支援大隊 - 第6憲兵中隊 - 第111支援分遣隊 司令部：ピウラ - 司令部中隊 - 第101資材補給大隊 - 第101補給大隊 - 第111補給大隊 - 第101輸送大隊 - 第101衛生大隊 - 第111病院大隊 | 司令部はリマ。 - 第112司令部中隊 - 第112通信大隊 - 第112支援大隊 - 第501憲兵大隊 - 第1行進騎兵連隊「ウサレス・デ・フニン（Husares de Junin）」 在チョリーヨス（Chorrillos） - 第1歩兵大隊「レジオン・ペルアナ（Legion Peruana）」 在カヤオ - 第112砲兵群 在アヤクーチョ - 第1防空砲兵大隊 - 第2戦闘工兵大隊 在ワラス（Huaraz） - 第18機甲旅団 司令部：リマ - 司令部中隊 - 第181戦車大隊 - 第182戦車大隊 - 第18機械化歩兵大隊 - 第18機甲砲兵群 - 第241工兵大隊 - 第18支援大隊 - 第18憲兵中隊 - 第2歩兵旅団 司令部：アヤクーチョ - 司令部中隊 - 第33歩兵大隊 在パンパス（Pampas） - 第43歩兵大隊 - 第53歩兵大隊 - 第2野砲兵群 - 第2支援大隊 - 第2憲兵中隊 - 第31歩兵旅団 司令部：ワンカヨ - 司令部中隊 - 第312歩兵大隊 - 第313歩兵大隊 在ティンゴ・マリア（Tingo Maria） - 第314歩兵大隊 - 第31野砲兵群 - 第31支援大隊 - 第31憲兵中隊 - 第1特殊作戦旅団 司令部：リマ市内ラス・パルマス - 司令部中隊 - 第19コマンドー歩兵大隊 在カヤオ - 第29コマンドー歩兵大隊 在カヤオ - 第39コマンドー歩兵訓練大隊 在カヤオ - 第61コマンドー歩兵大隊 在カヤオ - 第10空中機動防空砲兵群 在カヤオ - 第10空中機動支援大隊 - 第10空中機動憲兵中隊 - 第3特殊作戦旅団 司令部：タラポト（Tarapoto） - 司令部中隊 - 第7コマンドー歩兵大隊 在チョリーヨス - 第8コマンドー歩兵大隊 在チョリーヨス - 第31コマンドー歩兵大隊 在チョリーヨス - 第8野砲兵群 在チョリーヨス - 第8防空砲兵大隊 在チョリーヨス - 第8支援大隊 在チョリーヨス - 第8憲兵中隊 - 第1航空旅団 司令部：カヤオ - 司令部中隊 - 第811攻撃偵察航空大隊 在ラス・パルマス - 第811近接強襲・輸送航空大隊 在リマ - 第812ヘリコプター強襲・輸送航空大隊 在リマ - 陸軍航空学校 - 第12支援分遣隊 司令部：リマ - 本部中隊 - 第112資材補給大隊 - 第511補給大隊 - 第512補給大隊 |

| 司令部はアレキパ。 - 第113司令部中隊 - 第113通信大隊 - 第113砲兵群 - 第113憲兵中隊 - 第14歩兵大隊 - 第57機械化歩兵大隊 在イロ（Ilo） - 特殊作戦群「プーマ（Puma）」 - 第3戦闘工兵大隊 - 第3建設工兵大隊 - 第4建設工兵大隊 在クスコ - 第113水陸両用戦中隊 - 第3機甲旅団 司令部：モケグア（Moquegua） - 司令部中隊 - 第211戦車大隊 - 第311戦車大隊 在ロクンバ（Locumba） - 第41機械歩兵大隊 - 第3機甲砲兵群 - 第3防空砲兵大隊 - 第3機甲工兵大隊 - 第6対戦車中隊 在ロクンバ - 第3支援大隊 - 第3機甲騎兵旅団 司令部：タクナ - 司令部中隊 - 第3機甲騎兵連隊 - 第113機甲騎兵連隊 - 第211機甲騎兵連隊 - 第35歩兵大隊 - 第6砲兵群 - 第6防空砲兵群 - 第6機甲工兵大隊 - 第6支援大隊 - 第4山岳旅団「（タラパカTarapaca）」 司令部：プーノ - 司令部中隊 - 第9機甲騎兵連隊 在ポマタ（Pomata） - 第21山岳歩兵大隊 在ワンカネ（Huancane） - 第55山岳歩兵大隊 - 第59山岳歩兵大隊 - 第4山岳砲兵大隊 - 第5支援大隊 - 第5憲兵中隊 - 第45山岳旅団 司令部：クスコ - 司令部中隊 - 第123機甲騎兵連隊 在カジャパカ（Callapaca） - 第9山岳歩兵大隊 - 第15山岳歩兵大隊 - 第114山岳砲兵大隊 - 第1ジャングル歩兵大隊 - 第3ジャングル歩兵大隊 在プエルト・マルドナド（Puerto Maldonado） - 第5ジャングル歩兵大隊 在キジャバンバ（Quillabamba） - 第114補給大隊 - 第4支援大隊 - 第114憲兵中隊 - 第113支援分遣隊 司令部：アレキパ - 司令部中隊 - 第103資材補給大隊 - 第103補給大隊 - 第113補給大隊 - 第103輸送大隊 - 第103衛生大隊 | 司令部はイキトス。 - 第115司令部中隊 - 第115通信大隊 - 第115防空砲兵大隊 - 第115憲兵中隊 - 第26特殊作戦群「ケベード（Quevedo）」 - 第2地方隊 在アンガモス（Angamos） - 第3地方隊 在カンタグジョ（Cantagllo） - 第4地方隊 在ブレウ（Breu） - 第5地方隊 在エスペランサ（Esperanza） - 第5ジャングル旅団 司令部：イトキス - 司令部中隊 - 第23ジャングル歩兵大隊 在ゲピー（Gueppi） - 第25ジャングル歩兵大隊 - 第27ジャングル歩兵大隊 - 第5ジャングル砲兵群 - 第125防空砲兵大隊 - 第5ジャングル戦闘工兵大隊 - 第2＝3ジャングル歩兵中隊 在プエルト・アルトゥーノ（Puerto Artuno） - 第4ジャングル歩兵中隊 - 第6ジャングル歩兵中隊 在プカルバ - 第125コマンドー歩兵大隊（中隊規模） - 第511対戦車中隊 - 第521対戦車中隊 - 第5支援大隊 - 第115分遣隊 司令部：イトキス - 司令部中隊 - 第105資材補給大隊 - 第105補給大隊 - 第105輸送大隊 - 第105衛生大隊 |

### ブラエ軍管区
ブラエとはアプマリック川・エネ川渓谷を示す頭字語のこと。（Valle del Río Apurímac y EneVRAE）
対ゲリラ戦・麻薬取締り作戦の最前線である。

## 装備

### 車両

#### 戦車
- T-55 × 300輌
- AMX-13 × 110輌

#### 装輪車

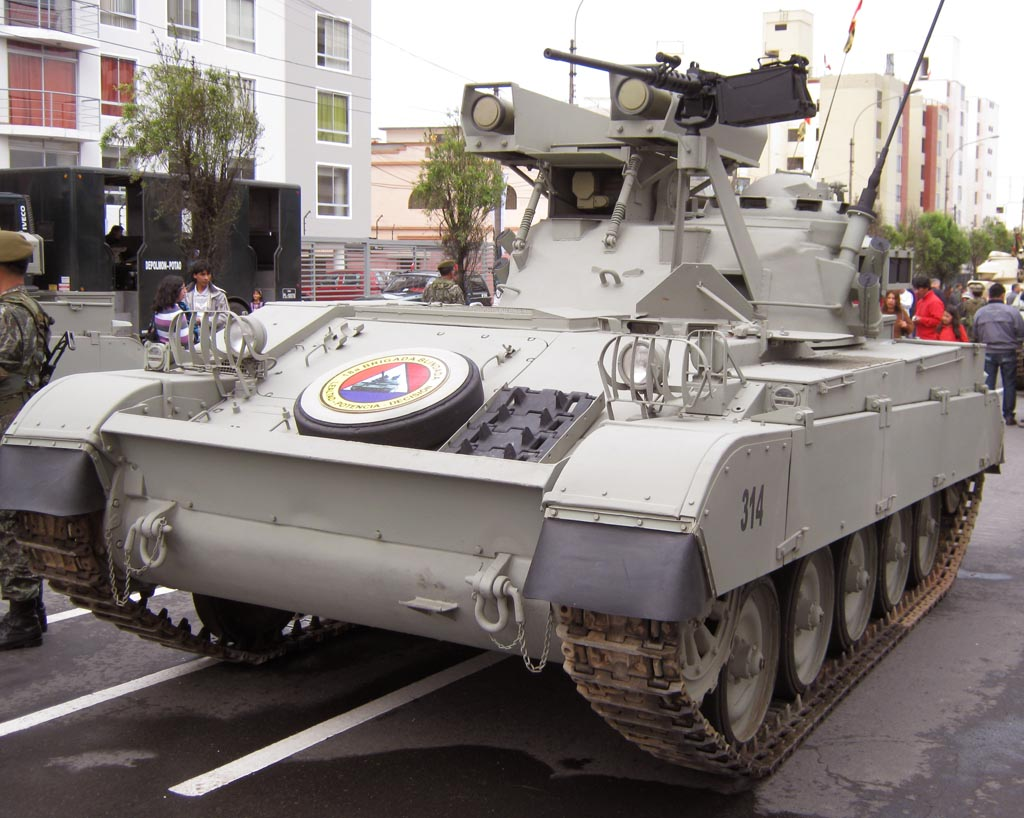
ALACRAN装甲車

- ティッセン・ヘンシェル UR-416 × 130台
- BRDM-2 × 30台
- フィアット 6616H5 × 45台
- フィアット 6614 × 45台
- BM-21 × 14台
- ハンヴィー × 12台

#### 装軌車
- M113A1 × 130輌
- SOFAM 155mm自走榴弾砲 × 12輌
- M109 155mm自走榴弾砲 × 12輌
- ZSU-23-4 × 35輌

### 小火器

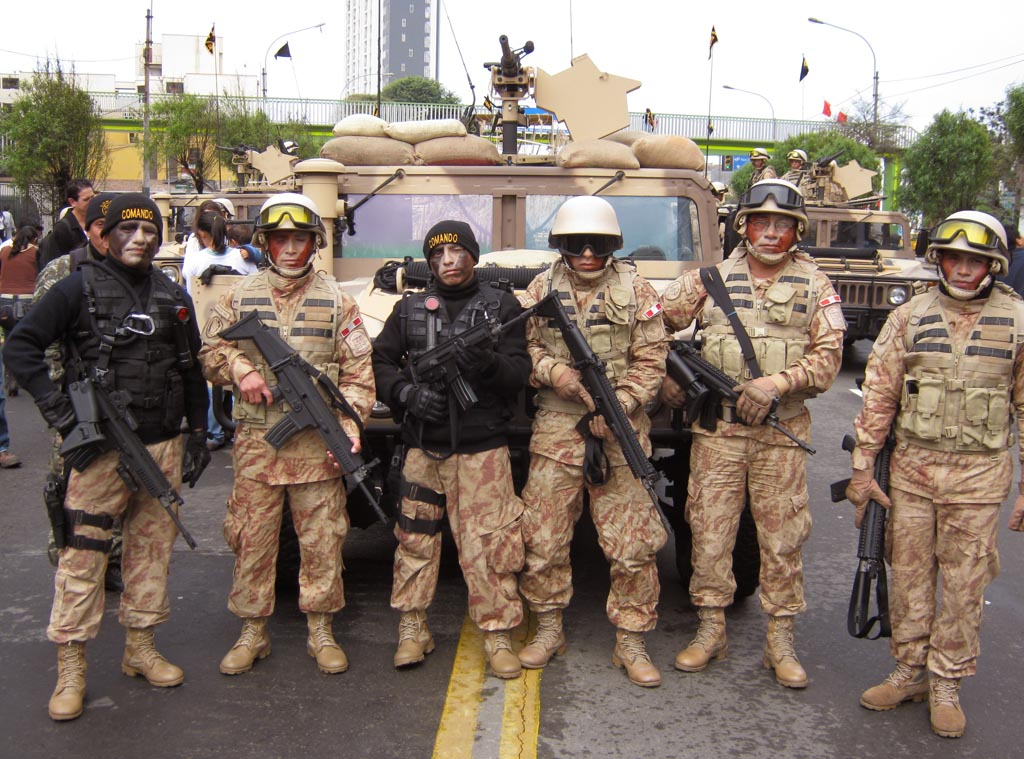
FN SCARを手にするペルー陸軍コマンド部隊

- FN Five-seveN
- ブローニング・ハイパワー
- ベレッタM92
- AKM
- FN FAL
- IMI ガリル
- H&K G3
- H&K MP5
- FN P90
- FN SCAR
- FN F2000
- ウージー
- FN MAG
- PKM
- DShK38重機関銃
- ブローニングM2重機関銃
- ダネルMGL
- RPG-7
- 87式擲弾発射器
- カールグスタフM2

#### 火砲
- M-46 130mmカノン砲 × 36門
- オート・メラーラMod56 105mm榴弾砲 × 24門
- D-30 122mm榴弾砲 × 36門
- M101 105mm榴弾砲 × 75門
- Yugoimport M56（旧ユーゴスラビア製のM101コピー） × 72門
- M40 106mm無反動砲
- SPG-9 73mm無反動砲

#### ミサイル
- 9M14 対戦車ミサイル
- 9M14-2T 対戦車ミサイル
- 9M133 対戦車ミサイル
- HJ-8 対戦車ミサイル
- スパイク 対戦車ミサイル
- 9K38 イグラ 携帯地対空ミサイル

### 航空機

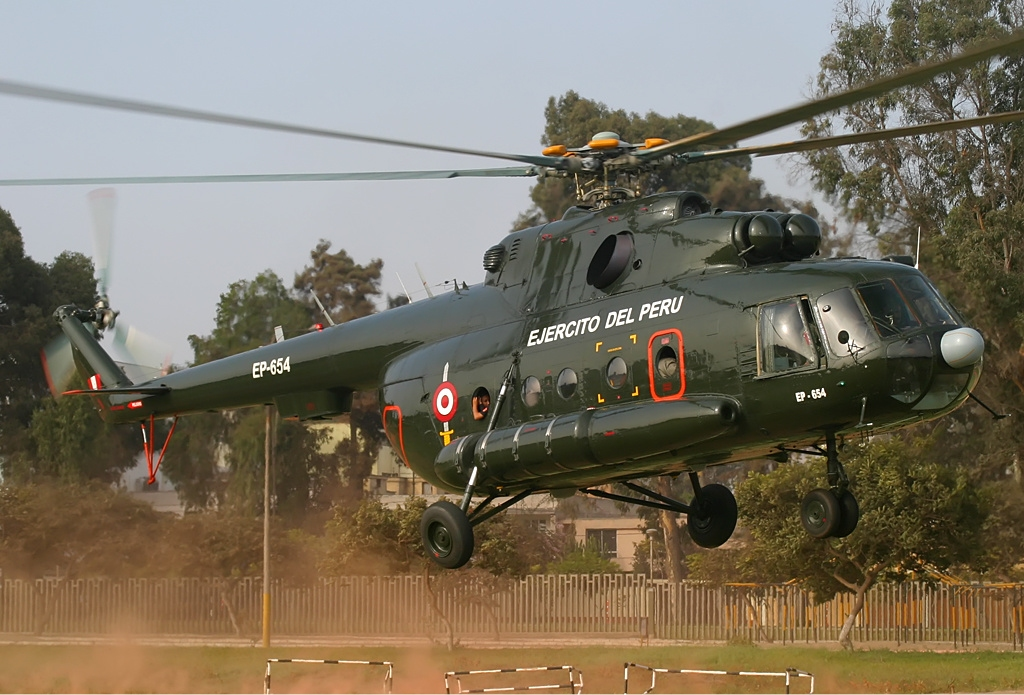
ペルー陸軍のMi-17

#### 固定翼機
- セスナ 208 × 1機
- セスナ 303 × 2機
- パイパー PA-31 × 2機
- パイパー PA-34 × 1機
- Il-103 × 5機
- An-28 × 2機
- An-32 × 2機
- ビーチクラフト キングエア × 1機

#### 回転翼機
- アグスタ A109 × 5機
- エンストローム F-28 × 5機
- Mi-2攻撃型 × 16機
- Mi-17 × 13機
- Mi-26 × 4機

## 階級
| 士官               |                               |  |
| 陸軍大将           | General del Ejército          |  |
| 陸軍中将           | General de División           |  |
| 陸軍少将           | General de Brigada            |  |
| 陸軍大佐           | Coronel                       |  |
| 陸軍中佐           | Teniente Coronel              |  |
| 陸軍少佐           | Mayor                         |  |
| 陸軍大尉           | Capitan                       |  |
| 陸軍中尉           | Teniente                      |  |
| 陸軍少尉           | Subteniente                   |  |
| 陸軍少尉           | Alferez                       |  |
| 技術官および下士官 |                               |  |
| 総先任上級技術官   | Técnico Jefe Superior General |  |
| 先任上級技術官     | Técnico Jefe Superior         |  |
| 上級技術官         | Técnico Jefe                  |  |
| 1等技術官          | Técnico de 1ra                |  |
| 2等技術官          | Técnico de 2da                |  |
| 3等技術官          | Técnico de 3ra                |  |
| 1等下士官          | Suboficial de 1ra             |  |
| 2等下士官          | Suboficial de 2da             |  |
| 3等下士官          | Suboficial de 3ra             |  |
| 兵役区分および兵卒 |                               |  |
| 1等軍曹            | Sargento 1ro                  |  |
| 2等軍曹            | Sargento 2do                  |  |
| 伍長               | Cabo                          |  |
| 兵                 | Soldado                       |  |